# Telchi
Telchi (in greco antico: Τελχίς?) è un personaggio della mitologia greca. Fu un re di Sicione.

## Genealogia
Figlio di Europo e padre di Api.

## Mitologia
Fu un re di Sicione, successore del padre Europo e nipote di Egialeo. 

Dopo la sua morte il regno passò al figlio Api che fu il padre di Telsione.